# Литлтаун (Пенсилванија)
Литлтаун (енгл. Littlestown) град је у америчкој савезној држави Пенсилванија.

## Демографија
По попису из 2010. године број становника је 4.434, што је 487 (12,3%) становника више него 2000. године.
| Група             | 2000.         | 2010.         |
| Белци             | 3.814 (96,6%) | 4.205 (94,8%) |
| Афроамериканци    | 22 (0,6%)     | 40 (0,9%)     |
| Азијати           | 17 (0,4%)     | 18 (0,4%)     |
| Хиспаноамериканци | 50 (1,3%)     | 110 (2,5%)    |
| Укупно            | 3.947         | 4.434         |